# Клокоч (Војнић)
Клокоч је насељено место на Кордуну, у саставу општине Војнић, Карловачка жупанија, Република Хрватска.

## Географија
Клокоч се налази близу босанскохерцеговачке границе.

## Историја
Код села се налазе рушевине истоимене тврђаве, која је од 1224. била била посјед Клокочевића, племићке општине. Племићка општина је изгубила сва своја права и потпуно нестала 1557, када је Клокоч заузела Војна крајина.
Клокоч се од распада Југославије до августа 1995. године налазио у Републици Српској Крајини.

## Становништво
Клокоч је према попису из 2011. године имао 64 становника. Током агресије на РСК, многи Срби су протерани из Клокоча.

### Број становника по пописима
| Националност   | 2001. | 1991. | 1981. | 1971. | 1961. | 1953. | 1948. | 1931. | 1921. | 1910. | 1900. | 1890. | 1880. | 1869. | 1857. |
| бр. становника | 69    | 332   | 357   | 405   | 479   | 517   | 506   | 707   | 628   | 699   | 604   | 582   | 559   | 557   | 537   |

### Национални састав
| Националност       | 2001.       | 1991.        | 1981.        | 1971.        | 1961.        |
| Срби               | 54 (78,26)  | 325 (97,89%) | 345 (96,63%) | 400 (98,76%) | 476 (99,37%) |
| Хрвати             | 14 (20,28%) | 1 (0,30%)    | 2 (0,56%)    | 1 (0,24%)    | 1 (0,20%)    |
| Југословени        | 0           | 0            | 6 (1,68%)    | 0            | 0            |
| остали и непознато | 1 (1,44%)   | 6 (1,80%)    | 4 (1,12%)    | 4 (0,98%)    | 2 (0,41%)    |
| Укупно             | 69          | 332          | 357          | 405          | 479          |

## Попис 1991.
На попису становништва 1991. године, насељено место Клокоч је имало 332 становника, следећег националног састава:
| Попис 1991.‍ | Попис 1991.‍ | Попис 1991.‍ | Попис 1991.‍ | Попис 1991.‍ |
| ----------- | ----------- | ----------- | ----------- | ----------- |
|             |             |             |             |             |
| Срби        | Срби        |             | 325         | 97,89%      |
| Словенци    | Словенци    |             | 1           | 0,30%       |
| Хрвати      | Хрвати      |             | 1           | 0,30%       |
| непознато   | непознато   |             | 5           | 1,50%       |
| укупно: 332 |             |             |             |             |

## Презимена
Према књизи "Презименик СР Хрватске", уредника др Путанец Валентина и др Шимуновић Петра, 1948. године у селу Клокоч постојала су следећа презимена:
- Ерор			102 (20), 2 – (102 становника у 20 кућа и 2 без своје куће)
- Кнежевић		64 (14), 1 –
- Гуњ 53 (13)
- Поповић 39 (8)
- Вучковић		38 (5), 1 –
- Вујановић		38 (6)
- Михајловић		31 (7)
- Дејановић		15 (3)
- Пеурача 15 (5)
- Милић			11 (3)
- Пекеч			11 (2)
- Бунчић 10 (2)
- Паић			10 (2)
- Домић			9 (2)
- Вујаклија		9 (2)
- Грубјешић		6 (2), 4 –
- Петровић		5 (1)
- Драгојевић		4 (1)
- Рибић			4 (1)
- Рашић			2 (1), 1 –
- Каран			2 (1)
- Косјер			2 (1)
- Матијевић		2 (1)
- Годић 2 –
- Дудуковић		1 (1)
- Тарбук 1 (1)
- Фркић 1 (1) (можда погрешно уписано презиме Бркић)
- Банда			1 –
- Бошњак 1 –
- Божић			1 –
- Јукић			1 –
- Врањеш 1 –
- Радовић 1 –
- Судар			1 –
- Новковић 1 –
- Пошмуга 1 –
- Радицковић		1 – (вероватно погрешно уписан облик презимена Радичковић или неког сличног)

Презименик СР Хрватске настао је на основу резултата пописа становништва СР Хрватске, одржаног 1948. године.